# Округ Лејк (Минесота)
Округ Лејк (енгл. Lake County) је округ у америчкој савезној држави Минесота.

## Демографија
По попису из 2010. године број становника је 10.866, што је 192 (-1,7%) становника мање него 2000. године.
| Група             | 2000.          | 2010.          |
| Белци             | 10.803 (97,7%) | 10.558 (97,2%) |
| Афроамериканци    | 11 (0,1%)      | 16 (0,1%)      |
| Азијати           | 20 (0,2%)      | 31 (0,3%)      |
| Хиспаноамериканци | 63 (0,6%)      | 80 (0,7%)      |
| Укупно            | 11.058         | 10.866         |